# Marianne von Willemer

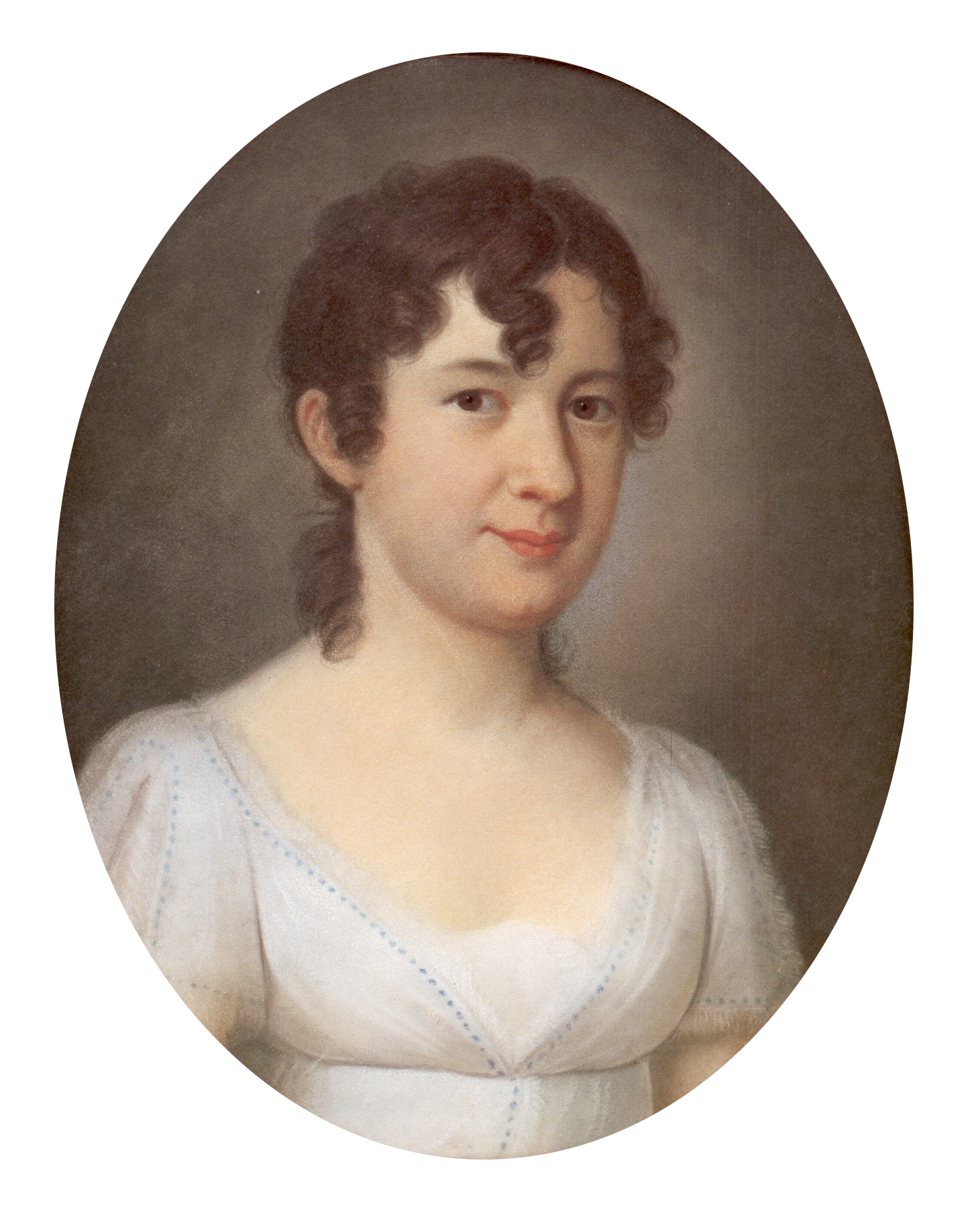
Marianne von Willemer. Pastell von Johann Jacob de Lose, 1809, Original: Freies Deutsches Hochstift – Frankfurter Goethe-Museum

Marianne von Willemer (* 20. November 1784 in Linz (?); † 6. Dezember 1860 in Frankfurt am Main; gebürtig wahrscheinlich als Marianne Pirngruber; auch: Maria Anna Katharina Theresia  Jung) war eine aus Österreich stammende Schauspielerin, Sängerin (Sopran) und Tänzerin. Im Alter von 14 Jahren siedelte sie nach Frankfurt am Main über, wo sie die dritte Frau des Frankfurter Bankiers Johann Jakob von Willemer wurde. Diesem freundschaftlich verbunden, begegnete Johann Wolfgang von Goethe auch Marianne in den Jahren 1814 und 1815 und verewigte sie im Buch Suleika seines Spätwerks West-östlicher Divan. Unter den zahlreichen Musen Goethes war Marianne die einzige Mitautorin eines seiner Werke, denn der „Divan“ enthält auch – wie erst postum bekannt wurde – einige Gedichte aus ihrer Feder.

## Herkunft und Kindheit

Marianne von Willemer als Mädchen, Miniaturgemälde Goethe-Nationalmuseum Weimar

Marianne war die Tochter der Schauspielerin Elisabeth Pirngruber. Diese war eines von zwölf Kindern des Gutsverwalters Johann Michael Pirngruber und wuchs in Oberösterreich auf. Mit 23 Jahren gebar sie ein uneheliches Kind. Über den leiblichen Vater sowie den Geburtsort Mariannes gibt es unterschiedliche Annahmen, die bis heute nicht belegt werden konnten. Nach eigenen Angaben war sie am 20. November 1784 in Linz zur Welt gekommen und wurde auf die Namen Maria Anna Katharina Theresia getauft; ein entsprechender Eintrag in Linzer Taufregistern ist aber bis heute nicht aufzufinden.
Hingegen fand man das Heiratsdokument ihrer Mutter in der Trauungsmatrik der Domkirche von St. Pölten. Nicht ein Instrumentenbauer namens Matthias Jung, den Marianne selbst als Vater angab, sondern der Theaterleiter Joseph M. Georg Jung und Elisabeth Pirngruber waren am 31. März 1788 kirchlich getraut worden. Von diesem Zeitpunkt an erhielt die damals Vierjährige den Namen Marianne Jung, wohl um die uneheliche Geburt zu kaschieren.
Um sich ihren Lebensunterhalt zu verdienen, zog die Mutter Elisabeth Pirngruber nach Wien, wo sie auf Vorstadtbühnen auftrat. Vier ihrer in Wien lebenden Geschwister kümmerten sich um die kleine Marianne. Sie entwickelte sich zu einem lebhaften und lernfähigen Kind und erhielt privaten Unterricht durch einen Pfarrer. Marianne erhielt auch früh Schauspiel- und Ballettunterricht und stand bereits als Achtjährige auf der Bühne, ein Jahr später stand sie auf einem Programmzettel eines Pressburger Theaters.

## Übersiedlung nach Frankfurt
Als die Mutter, deren Gatte 1796 in Pressburg gestorben war, in Wien keine Engagements mehr erhielt, folgte sie 1798 gemeinsam mit ihrer Tochter einem befreundeten Tänzerehepaar namens Traub nach Frankfurt am Main. Das Einkommen der mittlerweile 38-jährigen und ihrer Tochter muss gering gewesen sein, so dass Elisabeth Jung nebenbei Handarbeiten ausführte, um ihren Lebensunterhalt zu sichern. Die Aussicht auf ein Engagement im fernen Frankfurt sah sie als Chance, ihrer Notlage ein Ende zu bereiten.
Doch die Mutter erhielt nur eine Stelle als Theaterdienerin. Marianne selbst dagegen stand am 26. Dezember 1798 erstmals auf dem Frankfurter Theaterzettel. Die Vierzehnjährige übernahm Rollen in Opern (Der Spiegelritter), Singspielen (Der kleine Matrose) und Ballettaufführungen (Die geraubte Braut). Ihre frühen Auftritte sorgten für Aufsehen, und sie wurde schon bald in Theaterkritiken erwähnt. So schrieb die Schauspielkunde im Mai 1799:
„Demoiselle Jung muß eine gute Lehrmeisterin gehabt haben und macht ihrer Lehrmeisterin auch keine Schande.“
Als sie im Frühjahr des Jahres 1800 im Ballett „Harlekin aus dem Ei“ einen großen Erfolg feierte, saß unter den Zuschauern neben Catharina Elisabeth Goethe, der Mutter des Dichters, Clemens Brentano, der sich nach eigenen Angaben spontan in die junge Darstellerin verliebte. Er schrieb ihr dreißig Jahre später:
„Der Harlekin im Ei, / Den einstens ich gekannt, / Bis er mir ging entzwei, / Der ist gar nicht verwandt / Mit diesem Demoisellchen … / Nein, was ich Hand in Hand / Mit dir, Lieb Herz, empfand, / Versteht sich nicht am Rand!“

## Die Beziehung zu Johann Jakob Willemer

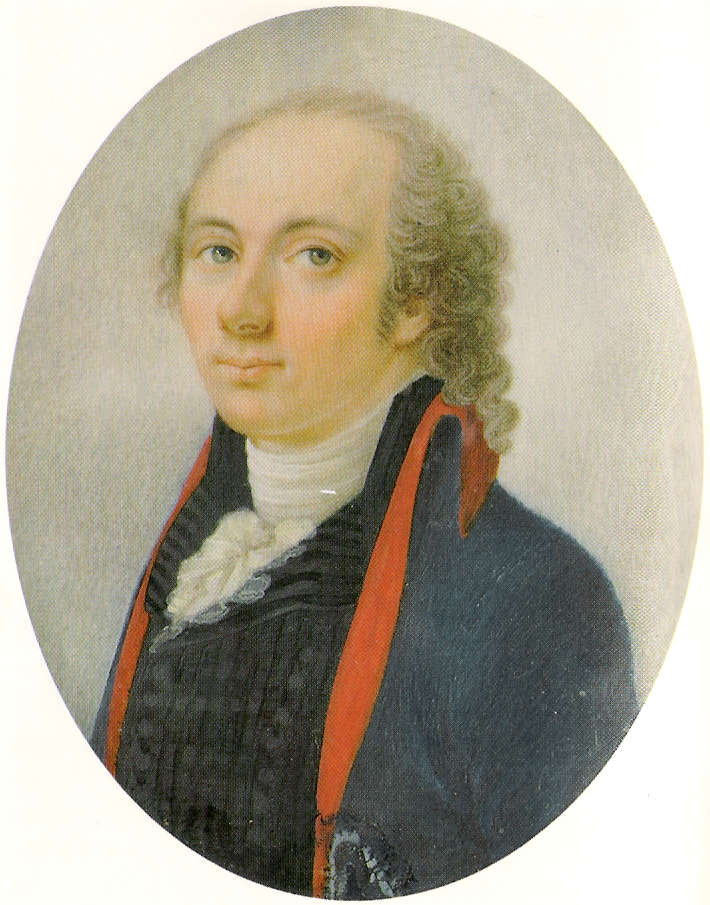
Johann Jakob Willemer. Miniatur von Joseph Nicolaus Peroux, 1793

Ein weiterer Bewunderer war Johann Jakob Willemer (* 29. März 1760; † Oktober 1838), ein gerade erst in die Oberdirektion des Theaters gewählter Frankfurter Bankier. Er entstammte einfachen Verhältnissen, hatte sich als 29-Jähriger zum Geheimen Rat emporgearbeitet und als 33-Jähriger sein Patent zum „Kgl. Preuss. Hofbanquier“ erhalten. Über seine Herkunft und seinen mühsamen Aufstieg schrieb er an Goethe am 11. Dezember 1808:
„Ich bin ohne Erziehung aufgewachßen, und habe nichts gelernt. Arm gebohren und daher nach Franckfurter manier von jedem über die Achsel angesehen und das schlägt tiefe Furchen in einem zarthen Gemütht, weckt das Lebens Quaal, einen grentzenloßen Ehrgeitz mußt ich alles was ich besize mir selbst verdienen, darüber verstrich der schönste Theil meines Lebens, und ich konnte mich mit nichts befassen als mit Gelderwerb, nach nichts streben als nach Schein-ehre.“
Dass Willemer arm und ohne Erziehung aufgewachsen sei, trifft allerdings so nicht zu. Sein Vater Johann Ludwig Willemer hatte bis zu seinem frühen Tod das Bankhaus Franck & Co. geleitet. Zwar gingen daraufhin die Geschäfte zurück, doch seine Mutter leitete das Unternehmen weiter, bis es der junge Johann Jakob Willemer übernehmen konnte. Nicht zuletzt durch die Mitgift seiner ersten Frau Meline, die aus einem reichen Berliner Kaufmannshaus stammte, war er bereits als 24-Jähriger ein vermögender Mann. Er konnte es sich leisten, einen Landsitz am Mainufer, die Gerbermühle, zu pachten. Zudem erstand er nach dem Verkauf des Elternhauses in der Töngesgasse 49 das Haus „Zum Roten Männchen“ am Fahrtor.
Willemer war zweimaliger Witwer. Aus seiner ersten Ehe mit Magdalena Lange, genannt Meline, waren die vier Töchter Rosette, Käthe, Meline und Maximiliane hervorgegangen. Nach dem plötzlichen Tod seiner Frau 1792 heiratete er neun Monate später die um siebzehn Jahre jüngere Jeannette Mariane Chiron. Die zweite Ehe dauerte nur drei Jahre; Jeannette starb im Alter von nur 20 Jahren im Kindbett. Aus dieser Verbindung stammte der Sohn Abraham, genannt Brami.
Willemer fühlte sich zum Schriftsteller berufen und schrieb neben pädagogisch-moralischen Schriften unter anderem fünf Dramen, war allerdings mit seinem eigenen Werk stets unzufrieden. Der Theaterliebhaber Willemer hatte Marianne Jung schon längere Zeit beobachtet. Er überredete Mariannes Mutter, ihm die Tochter gegen eine Summe von 2.000 Gulden sowie eine Rente als Ziehtochter zu überlassen. Dafür gab er das Versprechen, für Mariannes Erziehung und eine musische Ausbildung zu sorgen. Elisabeth Jung nahm dieses Angebot an und reiste zurück nach Linz. Es erscheint auf den ersten Blick ungewöhnlich, dass eine Mutter ihre 16-jährige Tochter bei Fremden zurücklässt; verständlich wird dieser Schritt, wenn man sich die Situation von Theaterschauspielerinnen in dieser Zeit vor Augen hält; Elisabeth Jung kannte sie aus eigener Erfahrung: Sie waren den Wünschen der Theaterbesitzer ausgeliefert und erhielten nur bis zu einem bestimmten Alter Rollen, ihre soziale und gesellschaftliche Stellung war gering. Der mittellosen Elisabeth Jung erschien das Angebot Willemers wohl als Chance, dass damit wenigstens für die Zukunft ihrer Tochter gesorgt war.
Am 25. April 1800 stand Marianne zum letzten Mal auf der Bühne. Sie wurde im Willemerschen Haus in Frankfurt als Pflegetochter aufgenommen und neben seinem Sohn Brami und seinen Töchtern erzogen. Brami entwickelte über die Jahre eine tiefe Herzensbindung zu Marianne. Ihr Naturell tat ihm und der ganzen Familie gut. Zu sehr war das Haus durch den Tod der Ehefrauen und einiger Kinder in den letzten Jahren belastet. Über die Beziehung in den ersten Jahren zum alten Willemer wurde viel spekuliert. Es wurde sogar angenommen, dass bereits zwei Jahre nach Aufnahme im Haus die 18-Jährige und der 42-Jährige ein Paar wurden. Der oben bereits genannte Brief an Goethe vom 11. Dezember 1808 zeigt aber ein anderes Bild der Beziehung. Er schrieb:
„Zukunft ist an eine törichte Hoffnung verspielt – von der eine 8jährige Erfahrung mich belehrt hat, daß sie nie in Erfüllung gehen wird. So ziehe ich mich jeden Tag mehr in mich selbst zurück, werde ernster und stiller.“
Marianne liebte ihn nicht. Obwohl er sich offensichtlich mehr Zuneigung versprochen hatte, ließ er sich nicht davon abbringen, Marianne weiter zu fördern. Marianne erhielt Gitarrenunterricht von Clemens Brentano und dem Gitarristen Christian Gottlieb Scheidler, eine Ausbildung in Klavier und Gesang sowie Zeichenstunden. Daneben erlernte sie Latein, Italienisch und Französisch. Für eine weitere schauspielerische Karriere unternahm Willemer hingegen nichts, in diesen Beruf sollte Marianne nie mehr zurückkehren. Marianne sah ihre Mutter mindestens drei Mal wieder: In den Jahren 1803 und 1812 reiste sie in ihre Heimatstadt, und 1824 besuchte Elisabeth Jung sie in Frankfurt.

## Erste Begegnungen mit Goethe

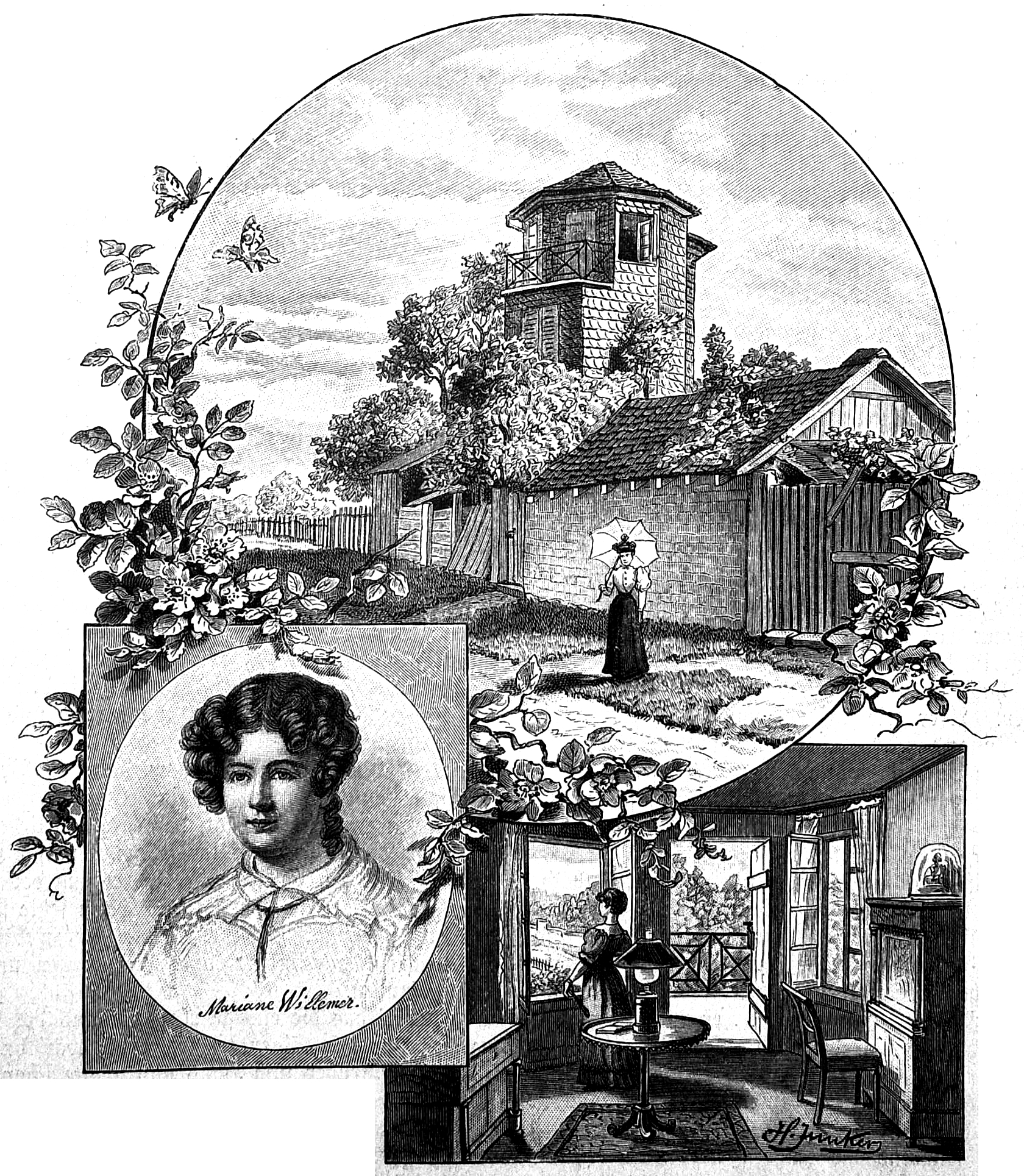
Das Goethe-Willemer-Häuschen bei Frankfurt a. M. Zeichnung von H. Junker aus Die Gartenlaube, Jahrgang 1894. Heft 18.

Johann Jakob Willemer war Goethe erstmals als siebzehnjähriger Banklehrling begegnet und hatte ihn vier Jahre später gemeinsam mit seiner Ehefrau Melina erneut besucht. Willemer, der mit seinen eigenen schriftstellerischen Werken keine Anerkennung gefunden hatte, sah in Goethe sein Idol und hielt den Kontakt zu ihm durch Briefe aufrecht.

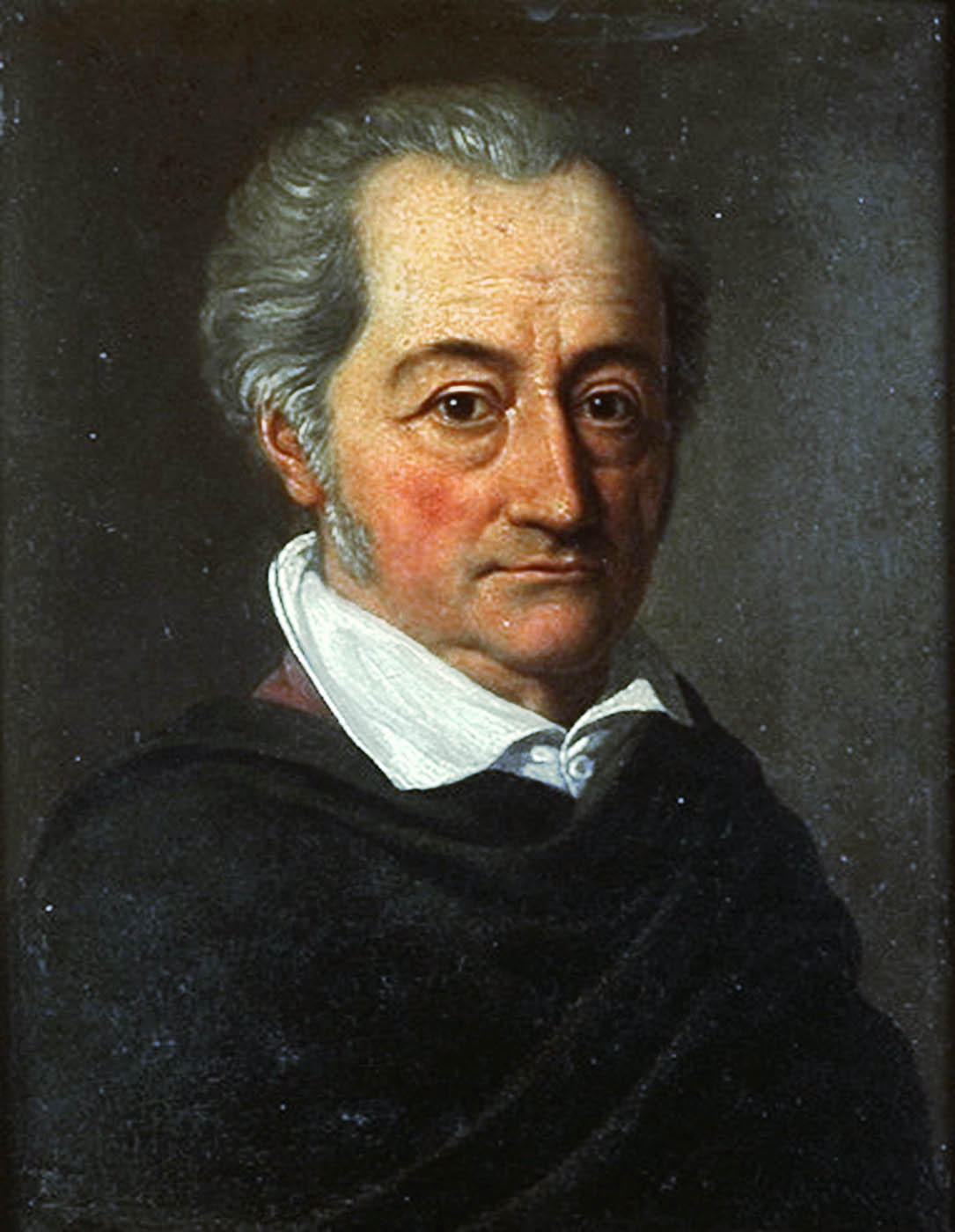
Johann Wolfgang von Goethe. Gemälde von Josef Raabe, 1814

Goethe reiste im Sommer 1814 erstmals nach 17 Jahren wieder an den Main. Er hatte zuletzt 1797 seine Mutter besucht, zu ihrem Begräbnis im Jahr 1808 war er nicht in die von Franzosen besetzte Stadt Frankfurt gekommen. Erst nachdem Napoléons Truppen in der Völkerschlacht bei Leipzig geschlagen worden waren, war wieder an einen Besuch seiner Heimatstadt zu denken. Goethe wollte dort Freunde besuchen und in Wiesbaden eine Kur antreten. Die Einladung an ihn und Christiane – Goethe reiste am 25. Juli 1814 allerdings ohne seine Frau an – ging auf Sulpiz Boisserée zurück: Wollen Sie ernstlich einmal den Rhein besuchen … Tun Sie es sich und mir zuliebe!.
Kurz vor seiner Abreise hatte ihm der Verleger Johann Friedrich Cotta eine Sammlung persischer Lyrik zugeschickt, die er in einer deutschen Übersetzung mit dem Titel „Der Diwan des Mohammed Schemseddin Hafis“ herausgebracht hatte. Diese Zusammenstellung von Ghaselen (diwan persisch ديوان = Sammlung) des Dichters Hafis, der 500 Jahre vor ihm gelebt hatte, zog ihn sofort in ihren Bann. Er erwähnt das Werk in seinem Tagebuch erstmals am 7. Juni 1814, vierzehn Tage darauf verfasste er das erste Gedicht des späteren „Divans“ – „Erschaffen und Beleben“–, und am 25. Juli 1814 dichtete er, als würde er das Kommende vorausahnen:
„So sollst du, muntrer Greis, / Dich nicht betrüben, / Sind gleich die Haare weiß / Doch wirst du lieben.“
Als Willemer erfuhr, dass Goethe sich in Wiesbaden aufhielt, nutzte er die Gelegenheit, ihn dort am 4. August zu besuchen. Er stellte ihm seine Gefährtin Marianne vor und lud ihn zu einem Besuch auf die Gerbermühle ein. In seinem Tagebucheintrag vom selben Tag erwähnt Goethe die Begegnung protokollarisch:
„4. August 1814 Wiesbaden. Geh. Rat Willemer. Dlle. Jung. Gebadet. G. Rat Willemer. An Table d’Hote.“
Wenige Tage später berichtete er in einem Brief an seine Frau Christiane, dass Willemer ihn mit seiner „kleinen Gefährtin“ besucht habe. Beeindruckter zeigte er sich, nachdem er der Einladung gefolgt war und das Paar am 12. August auf der Gerbermühle besucht hatte; er notierte anschließend:
„Mondschein und Sonnenuntergänge; die auf Willemers Mühle … unendlich schön“.
Die Begegnung fand zu einem Zeitpunkt statt, zu dem die fast 30-jährige Marianne mit Willemer bereits seit zwölf Jahren im Hause Willemer lebte. Die Gefahr wilder Spekulationen in der Frankfurter Gesellschaft war groß. Goethe selbst kannte eine solche Konstellation aus eigener Erfahrung mit Christiane Vulpius. Es ist nicht belegt, aber sehr wahrscheinlich, dass Goethe seinem Freund Willemer zur juristischen Legitimierung der Beziehung riet, da die Hochzeit kurzfristig – am 27. September 1814 – und ohne Aufgebot stattfand. Pastor Anton Kirchner traute das Paar im Haus beim Roten Männchen (am Fahrtor).
Anlässlich eines weiteren Besuchs am 12. Oktober notierte Goethe:
„Abend zu Frau Geheimrätin Willemer: denn dieser unser würdiger Freund ist nunmehr in forma verheirathet. Sie ist so freundlich und gut wie vormals. Er war nicht zu Hause“.
Am 18. Oktober 1814 traf sich das Ehepaar Willemer mit Goethe im Willemer-Häuschen, einem auf dem Mühlberg gelegenen, 1809 erworbenen Gartenhaus., um die Freudenfeuer anlässlich des ersten Jahrestages der Völkerschlacht bei Leipzig zu beobachten. Goethe schrieb im Jahr 1815 in einem Brief über die Begebenheit:

„[…] Da vergegenwärtigte ich mir die Freunde und die über Frankfurts Panorame so zierlich aufpunktierten Flämmchen, und zwar um so mehr, als es gerade Vollmond war, vor dessen Angesicht Liebende sich jedesmal in unverbrüchlicher Neigung gestärkt fühlen sollen.“

Am 20. Oktober reiste Goethe in Richtung Weimar ab. In den nächsten Monaten setzte eine regelmäßige Korrespondenz zwischen ihm und Marianne ein.

## Der Sommer auf der Gerbermühle und in Heidelberg (1815)
Jakob Johann Willemer lud Goethe in einem Brief vom 10. April 1815 zu einer erneuten Reise in die Heimat ein:
„Erholen Sie sich doch bald von den Beschwerden des Winters zu Weimar an den Ufern des Mains. Sie könnten ja die Vor-Kur zu Oberrad einleiten und bei uns auf der Mühle wohnen. Platz ist genug da, und meine Frau und ich würden nie eine größere Freude empfunden haben wie die, Sie als Gastfreund bei uns zu sehen. Wenn Sie der Sonne müd sind, und der Arbeit, singt sie Ihnen von Ihren Liedern vor.“
Willemer spielte hier auf die Krankheit von Goethes Frau Christiane an, die Anfang des Jahres einen Schlaganfall erlitten hatte. 

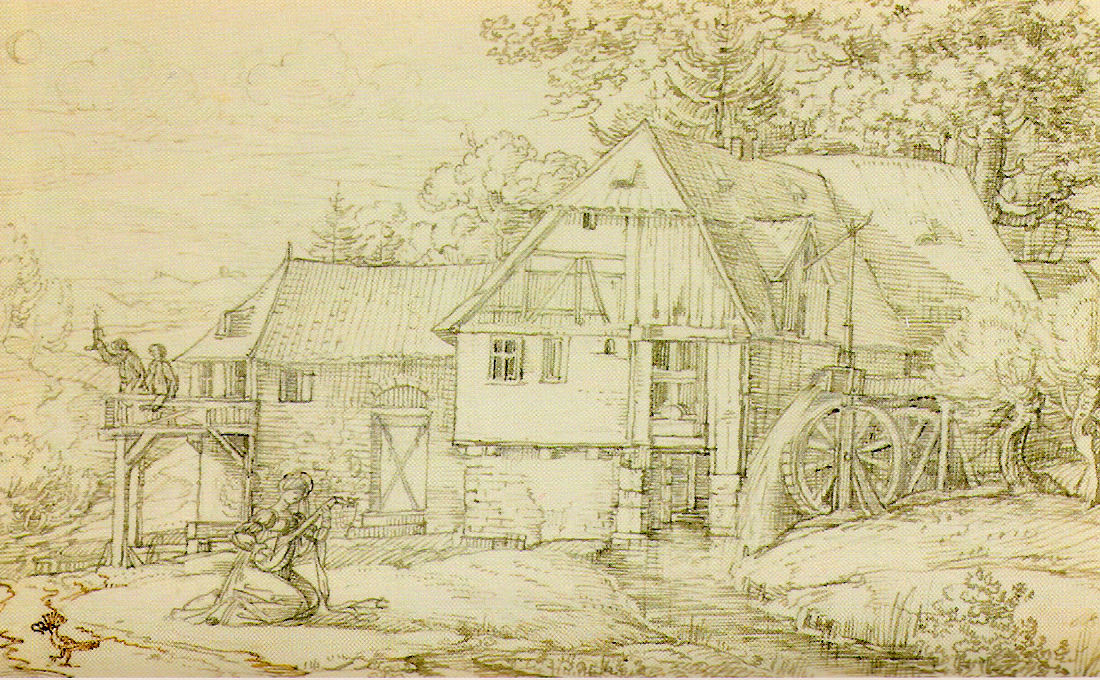
Die Gerbermühle. Zeichnung von Sulpiz Boisserée, 1817

Am 24. Mai 1815 reiste Goethe – erneut allein – von Weimar in das Rhein-Main-Gebiet, wo er sich bis zum 21. Juli 1815 zumeist in Wiesbaden aufhielt. Beenden wollte er seine Reise mit einem Besuch der Willemers am 12. August auf deren Landsitz. Er blieb länger als vorgesehen: Bis zum 17. September weilte er auf der Gerbermühle, von einem zwischenzeitlichen Aufenthalt in Willemers Stadthaus vom 8. bis 15. September abgesehen. Neben den Willemers und Goethe war auch der junge Architekt Sulpiz Boisserée in diesen Tagen auf der Gerbermühle zu Gast. Morgens arbeitete Goethe vor allem am West-östlichen Divan, den er im Vorjahr begonnen hatte und der 1819 erstmals veröffentlicht werden sollte. Mittags speiste man gemeinsam und flanierte am Nachmittag in der ländlichen Umgebung. Goethe trug am Abend seine am Tag entstanden Verse vor, und Marianne sang nicht nur seine Lieder, sondern trat mit ihm zunehmend in einen lyrischen Dialog.

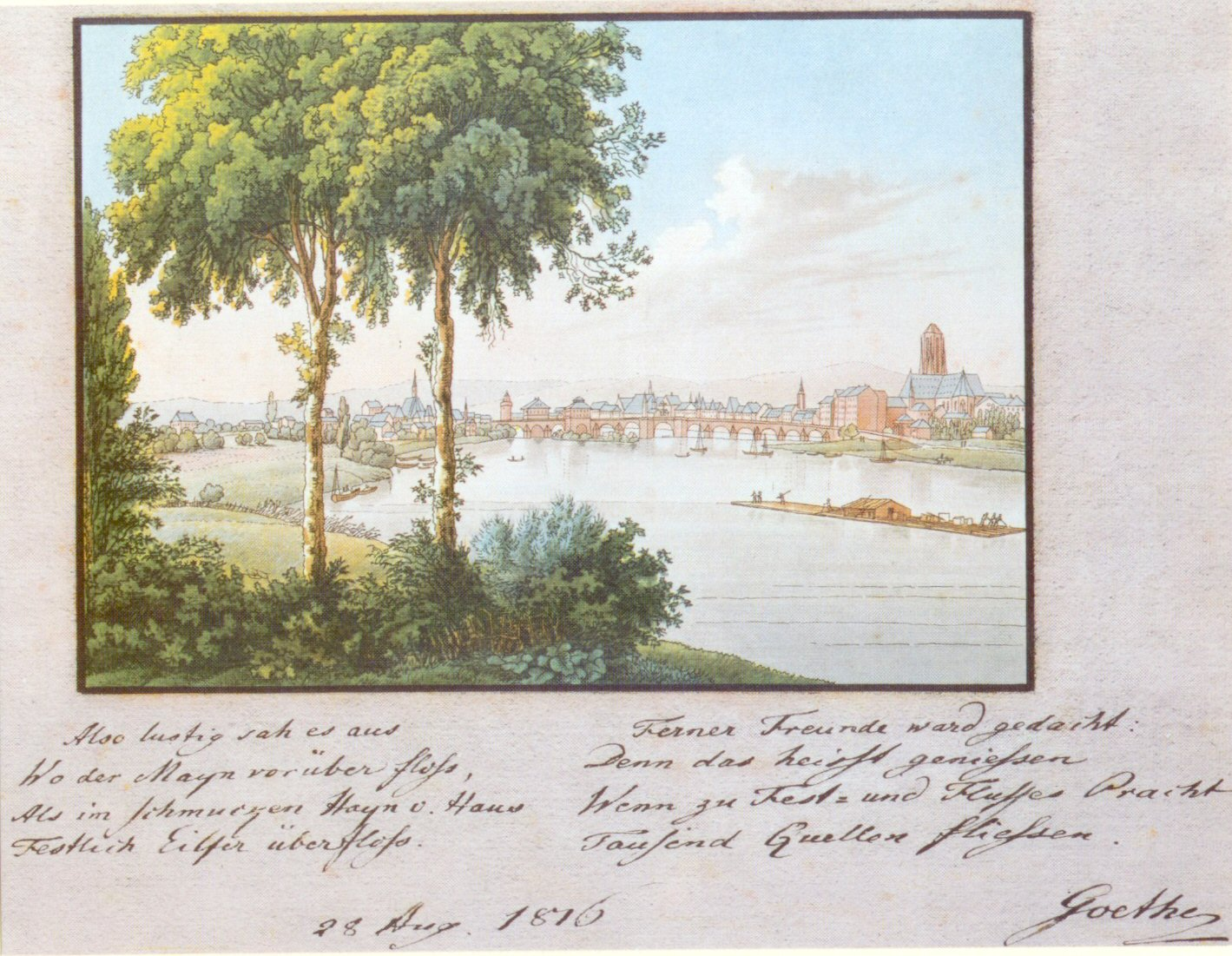
Blick von der Gerbermühle auf Frankfurt. Widmungsblatt von Goethe, 1816.

In dieser heiteren Atmosphäre gewann nicht nur Goethes neues Werk schnell an Umfang, die deutsche Literatur verdankt ihr auch einige Liebesgedichte Goethes. Kurz vor Ende seines Besuchs schlug sich die Zuneigung Goethes auch erstmals schriftlich nieder. In seinem ersten Hatem-Lied gestand er:
Nicht Gelegenheit macht Diebe,
Sie ist selbst der größte Dieb,
Denn sie stahl den Rest der Liebe
Die mir noch im Herzen blieb.
Marianne entgegnete ihm wenige Tage später, indem sie seine Worte aufnahm und paraphrasierte:
Hochbeglückt in Deiner Liebe
Schelt ich nicht Gelegenheit
Ward sie auch an Dir zum Diebe
Wie mich solch ein Raub erfreut.
Am 18. September reiste Goethe nach Heidelberg weiter. Schon am 23. September überraschte ihn das Ehepaar Willemer dort mit einem Besuch. Marianne hatte dem Freund ein Gedicht mitgebracht, das als Lied vom Ostwind in den Divan aufgenommen werden sollte:
Was bedeutet die Bewegung?
Bringt der Ost mir frohe Kunde?
Seiner Schwingen frische Regung
Kühlt des Herzens tiefe Wunde.

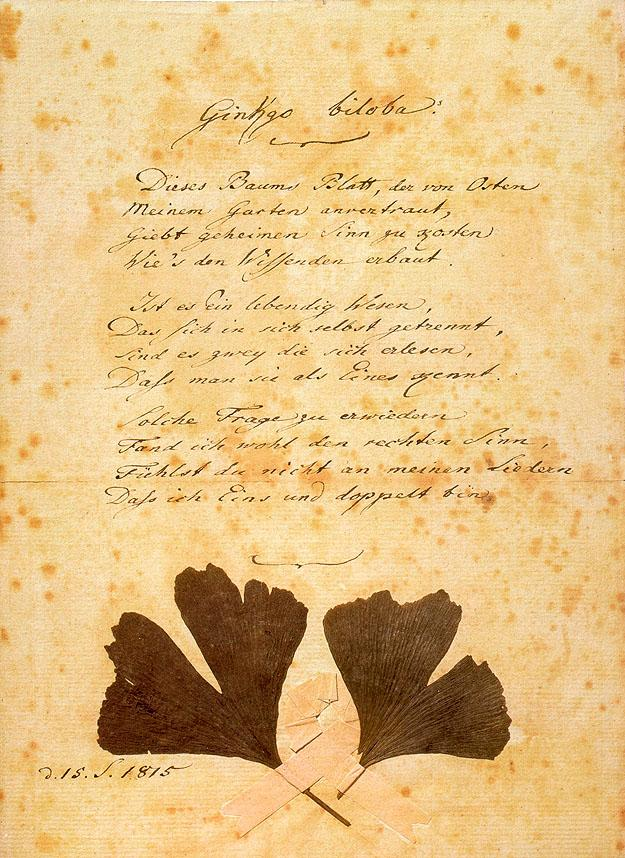
Goethes „Ginkgo Biloba“. Originalschrift von 1815 mit aufgeklebten Ginkgo-Blättern

In diesen Zeilen ist der bevorstehende Abschied von Goethe angedeutet, und Marianne ahnte wohl, dass sie sich so bald nicht wiedersehen würden. In diesen Tagen, in denen man Spaziergänge unternahm – „Erst über die Brücke dann zum Carlsthor. Den Neckar aufwärts.“, wie Goethe notierte – entstanden weitere Divan-Gedichte, darunter Goethes Ode Wiederfinden, die mit den Versen „Ist es möglich. Stern der Sterne / Drück ich wieder dich ans Herz“ beginnt. Der 27. September 1815 war der letzte Tag, an dem sich die beiden trafen, sie sahen sich danach nie wieder.
Aus dem darauf folgenden Briefwechsel, der bis zu Goethes Tod andauern sollte, nahm Goethe folgende Verse Mariannes in den Divan auf:
Süßes Dichten, lautre Wahrheit
Fesselt mich in Sympathie!
Rein verkörpert Liebesklarheit
Im Gewand der Poesie.
Er antwortet ihr später, ebenfalls im „Divan“:
Hast mir dies Buch geweckt, du hast’s gegeben;
Denn was ich froh, aus vollem Herzen, sprach,
Das klang zurück aus deinem holden Leben,
Wie Blick dem Blick, so Reim dem Reime nach.
Für Goethe war es das einzige Mal in seinem Leben und Werk, dass eine Frau Mitschöpferin seiner Dichtung wurde. Marianne von Willemer war nicht nur das Vorbild der Suleika, Goethe ließ zudem drei ihrer Gedichte in sein Werk einfließen:
- Hochbeglückt in deiner Liebe (Titel im Buch Suleika: Suleika)
- Was bedeutet die Bewegung (Ostwind)
- Ach, um deine feuchten Schwingen (Titel im Buch Suleika: Westwind)

Am 21. Oktober 1815, mittlerweile nach Weimar zurückgekehrt, berichtete er einem Freund in einem Brief, er könne „mit Vergnügen melden, daß für den Divan sich neue, reiche Quellen aufgetan, so daß er auf eine sehr brillante Weise erweitert worden.“ Sowohl Goethe als auch Marianne schwiegen über die wahre Urheberschaft von Mariannes Anteil. Sie wurde erst postum bekannt durch den Germanisten Herman Grimm (den Sohn Wilhelm Grimms), dem sich Marianne kurz vor ihrem Tod anvertraut hatte.
Einmal noch, im Juni 1816, kurz nach dem Tod seiner Frau Christiane, brach Goethe zu einer Reise an den Rhein auf, musste die Fahrt aber schon nach zwei Wegstunden wegen eines Radbruchs an seinem Wagen abbrechen.

## Nach 1832: Jahre des Abschieds

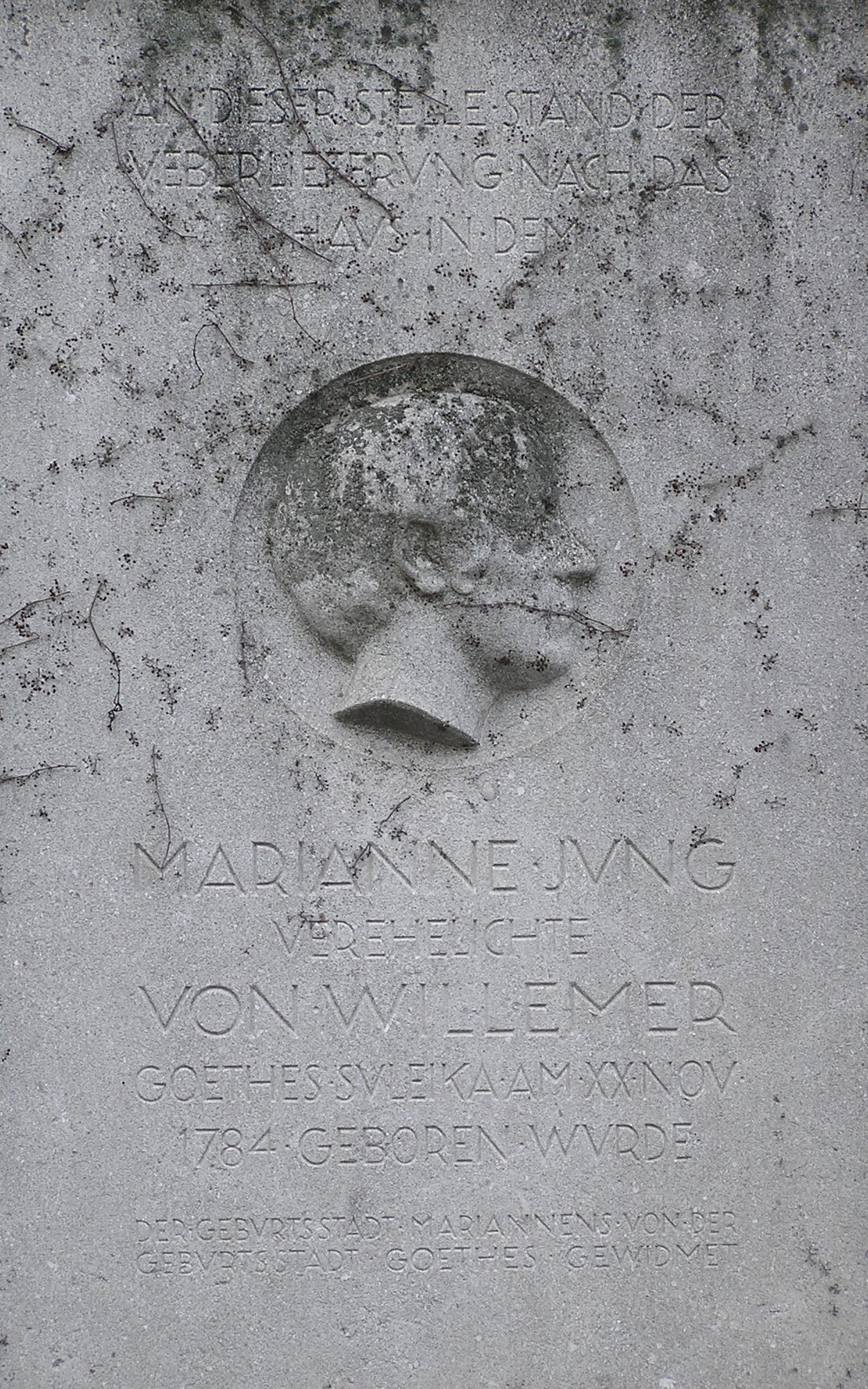
Gedenktafel an der vermuteten Geburtsstätte in Linz

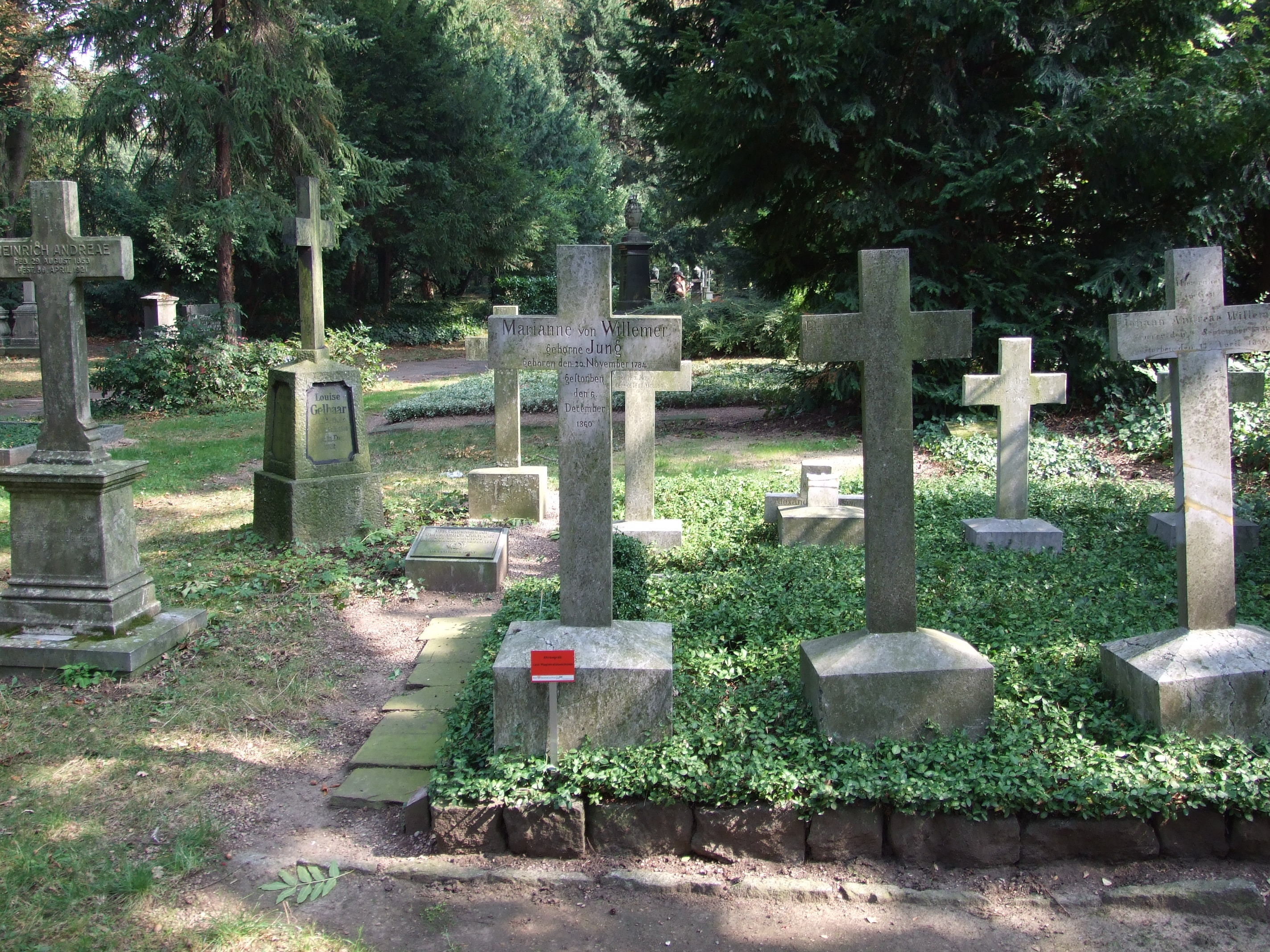
Familiengrabstätte Andreae / Willemer auf dem Hauptfriedhof Frankfurt am Main, Gewann D 261

Goethe starb am 22. März 1832. Marianne sagte dazu, nachdem ihr die Nachricht überbracht worden war: „Gott hat mir diese Freundschaft gegeben. Er hat sie mir genommen. Ich muß Gott danken, daß sie mir so lange Zeit zu Teil ward.“ Wie viel Goethe ihr, und auch, was sie für ihn bedeutet hatte, behielt Marianne bis zu ihrem Tod für sich.
Sie unternahm gemeinsam mit Willemer noch einige Reisen nach Italien. Ihr Mann erlitt 1836 – mit 77 Jahren – einen Schlaganfall. Marianne pflegte ihn in seinen letzten beiden Lebensjahren bis zu seinem Tod 1838. Am 22. Oktober 1838 wurde Johann Jakob Willemer neben seiner ersten Frau an der Kirche in Frankfurt-Oberrad beigesetzt. Marianne von Willemer überlebte ihren Mann um 22 Jahre.
Nachdem sie 38 Jahre an Willemers Seite verbracht hatte, fühlte sich Marianne nach seinem Tod einsam. Die Ehe war kinderlos geblieben, und ein Jahr nach dem Tod ihres Mannes schrieb sie:
„Ich bin kein selbständiges Wesen, mein armer innig geliebter und heiß beweinter Kranker war aber doch meine einzige Stütze, alles in meinem Leben war auf ihn berechnet; das war mit einem Mal vorbei“.
Sie bezog eine Wohnung in der Alten Mainzer Gasse 42 und erteilte Unterricht in Klavier und Gesang. Schweigsam geworden, pflegte sie dennoch den Kontakt mit Künstlern und unterstützte sie; so sorgte sie beispielsweise dafür, dass die Kunstsammlung der Brüder Melchior und Sulpiz Boisserée für 240.000 Gulden an den bayerischen König verkauft wurde. Diese bildet den Grundstock der Alten Pinakothek in München.
Marianne von Willemer erlag 76-jährig am 6. Dezember 1860 einem Herzschlag und wurde im Grab der Familie Andreae auf dem Frankfurter Hauptfriedhof beigesetzt.

## Rezeption
Marianne von Willemer war unter den zahlreichen Musen Goethes die einzige, die man als Mitautorin eines seiner Werke bezeichnen kann. Sie hat nie unter eigenem Namen veröffentlicht, ihre Gedichte jedoch, die in den West-östlichen Divan einflossen, fanden schon zu ihren Lebzeiten, als ihre Autorenschaft noch unbekannt war, Beachtung. Franz Schubert, der zahlreiche Gedichte Goethes vertonte, komponierte im März 1821 Was bedeutet die Bewegung (Suleika I, D.720, Opus 14) und 1828 Ach, um deine feuchten Schwingen (Suleika II, D.717, Opus 31).
Zur Erinnerung an Marianne von Willemer initiierte das Frauenbüro der Stadt Linz den Marianne-von-Willemer-Preis.
Im Frankfurter Stadtteil Sachsenhausen wurde eine Grundschule nach ihr benannt.